# Dębowce
Dębowce es un pueblo de Polonia, en Mazovia.  Se encuentra en el distrito (Gmina) de Mrozy, perteneciente al condado (Powiat) de Mińsk. Se encuentra aproximadamente  a 14 km al sureste de Mrozy, a 28 km al sureste de Mińsk Mazowiecki, y a 65 km  al este de Varsovia. Su población es de 270 habitantes.